# Getty Images
Getty Images est une agence de photographie et une banque d'images américaine. 
En rachetant son rival Shutterstock, en 2025, elle crée un leader mondial de l'image.

## Histoire
Elle a été fondée en 1995 à Seattle par Mark Getty (en), petit-fils du milliardaire américain Jean Paul Getty, et Jonathan Klein. Initialement banque d'images pour agences publicitaires, l'entreprise s'engage, à partir de 2006, dans une série d'acquisitions, se diversifiant dans la photographie d'actualité. Elle devient alors premier fournisseur d'images (photos et vidéos) pour les agences publicitaires et groupes média.

### Acquisitions et revente
Pour contrer la concurrence d'Internet, la société acquiert le site de vente de photos à bas prix istockphoto.com en 2006, et se diversifie par la vente de vidéos. Cette politique ne rassure pas le marché, qui fait plonger l'action de 90 à 25 dollars entre fin 2005 et début 2008.
Le fonds d'investissement américain Hellman & Friedman, spécialisé dans les médias, les services, la santé et l'énergie, la rachète en février 2008 pour 2,4 milliards de dollars avec reprise des dettes.
Acquis en mars 2007, le site britannique Scoopt.com lancé en juillet 2005, qui permettait aux amateurs de vendre leurs clichés aux médias, est fermé le 6 mars 2009 faute de rentabilité.
En France, Getty images est partenaire de l'AFP pour une distribution croisée, et sponsor du festival de photojournalisme Visa pour l'image.
En avril 2011, elle rachète la société PicScout, une entreprise à la pointe du domaine de l'identification des images utilisées, des métadonnées et des informations sous licence sur le Net.
En août 2012, la société Getty images est revendue pour 3,3 milliards de dollars au groupe Carlyle.
En janvier 2016, Getty Images passe un accord de distribution pour l'ensemble des pays en dehors de la Chine avec Visual China Group, quand ce dernier acquiert Corbis.
En janvier 2025, Getty Images annonce l'acquisition de Shutterstock, valorisant l'ensemble à 3,7 milliards de dollars.

## Conditions d'utilisation des photos
Depuis mars 2014, Getty Images propose, sous certaines conditions, d'insérer gratuitement plus de 35 millions de photos et d'illustrations de son fond dans n'importe quelle page web de la même manière qu'une vidéo YouTube. 
Cependant, cette utilisation gratuite est soumise à certaines conditions strictes : les images ne doivent pas être utilisée à des fins commerciales : « [...] le contenu Getty Images embarqué ne peut être utilisé qu'à des fins éditoriales (c'est-à-dire lié à des événements d'actualité ou à des sujets d'intérêt général) ». De plus, elles ne doivent absolument pas être modifiées : « La taille des photos Getty Images que vous embarquez à un site ne peut pas être modifiée. Si vous souhaitez utiliser un fichier d'une taille différente, vous devrez acquérir la licence de l'image en question », sous peine de poursuites. 
Les photos provenant du site contiennent des marqueurs permettant d'effectuer un « traçage ».

## Droits d'auteur
En novembre 2013, après une longue bataille juridique, Getty images et l'Agence France-Presse sont condamnés par un tribunal de New York à payer 1,22 million de dollars de dommages et intérêts au reporter-photographe haïtien Daniel Morel pour l'utilisation et la revente sans son autorisation — et donc en violation du droit d'auteur — de ses photos concernant le  tremblement de terre de 2010 en Haïti, publiées par l'intéressé sur Twitter,. L'un des arguments soulevés par les avocats de Getty images et de l'Agence France-Presse était le fait que, « en diffusant ces images via Twitter, Daniel Morel avait implicitement cédé son droit à l'image » ; argument qui n'a pas été retenu par le tribunal.